# Fenchol
El fenchol es un monoterpenoide bicíclico saturado con fórmula molecular C10H18O. Es un isómero de cadena de borneol.